# V-League 2023-2024 (femminile)
La V-League 2023-2024, 20ª edizione della massima serie del campionato sudcoreano di pallavolo femminile, si è svolta dal 14 ottobre 2023 all'1º aprile 2024: al torneo hanno partecipato 7 squadre di club sudcoreane e la vittoria finale è andata per la terza volta alle Hyundai Hillstate.

## Regolamento

### Formula
La competizione prevede che le sette squadre partecipanti prendano parte a una regular season composta da sei round, per un totale di trentasei incontri ciascuna:
- la prima classificata accede direttamente alla finale dei play-off scudetto, giocata al meglio delle cinque gare;
- la seconda e la terza classificata accedono alla semifinale dei play-off scudetto, giocandosi l'accesso in finale al meglio delle tre gare;
- la terza e la quarta classificata, in caso di distacco compreso o inferiore a 3 punti, accedono ai quarti di finale in gara unica.

### Criteri di classifica
Se il risultato finale è stato di 3-0 o 3-1 sono stati assegnati 3 punti alla squadra vincente e 0 a quella sconfitta, se il risultato finale è stato di 3-2 sono stati assegnati 2 punti alla squadra vincente e 1 a quella sconfitta.
L'ordine del posizionamento in classifica è stato definito in base a:
- Punti;
- Numero di partite vinte;
- Ratio dei set vinti/persi;
- Ratio dei punti realizzati/subiti.

## Squadre partecipanti
| Club              | Stagione | Città    | Impianto                 | Stagione precedente          |
| ----------------- | -------- | -------- | ------------------------ | ---------------------------- |
| AI Peppers        | Dettagli | Gwangju  | Yeomju Gymnasium         | 7ª in V-League               |
| GS Caltex Seoul   | Dettagli | Seul     | Jangchung Gymnasium      | 5ª in V-League               |
| Hyundai Hillstate | Dettagli | Suwon    | Suwon Gymnasium          | 3ª in V-League               |
| IBK Altos         | Dettagli | Hwaseong | Sports Complex Gymnasium | 6ª in V-League               |
| Korea Expressway  | Dettagli | Gimcheon | Gimcheon Gymnasium       | Campionesse di Corea del Sud |
| Pink Spiders      | Dettagli | Incheon  | Samsan World Gymnasium   | 2ª in V-League               |
| Red Sparks        | Dettagli | Daejeon  | Chungmu Gymnasium        | 4ª in V-League               |

## Torneo

### Regular season

#### Risultati
| Primo round |                                      |     |                                   |
|             |                                      |     |                                   |
| 14-10       | Korea Expressway - Pink Spiders      | 0-3 | 20-25, 13-25, 16-25               |
| 15-10       | Hyundai Hillstate - AI Peppers       | 3-1 | 25-9, 18-25, 25-15, 25-18         |
| 17-10       | Red Sparks - IBK Altos               | 3-0 | 25-15, 25-15, 25-23               |
| 18-10       | Hyundai Hillstate - Pink Spiders     | 2-3 | 25-15, 12-25, 21-25, 25-21, 12-15 |
| 19-10       | AI Peppers - Korea Expressway        | 3-2 | 25-22, 20-25, 19-25, 25-17, 15-13 |
| 20-10       | GS Caltex Seoul - Red Sparks         | 3-0 | 25-21, 25-22, 25-17               |
| 21-10       | IBK Altos - Hyundai Hillstate        | 1-3 | 25-21, 21-25, 18-25, 23-25        |
| 22-10       | Pink Spiders - AI Peppers            | 3-0 | 25-19, 26-24, 29-27               |
| 24-10       | IBK Altos - GS Caltex Seoul          | 1-3 | 22-25, 25-15, 22-25, 20-25        |
| 25-10       | Hyundai Hillstate - Korea Expressway | 3-1 | 19-25, 25-21, 25-23, 25-22        |
| 26-10       | Pink Spiders - Red Sparks            | 2-3 | 25-21, 28-26, 22-25, 7-25, 16-18  |
| 27-10       | AI Peppers - GS Caltex Seoul         | 2-3 | 25-21, 25-23, 20-25, 19-25, 12-15 |
| 28-10       | Korea Expressway - IBK Altos         | 2-3 | 25-22, 25-21, 19-25, 21-25, 13-15 |
| 29-10       | Red Sparks - Hyundai Hillstate       | 3-0 | 25-22, 25-21, 25-16               |
| 31-10       | GS Caltex Seoul - Pink Spiders       | 0-3 | 22-25, 24-26, 23-25               |
| 01-11       | IBK Altos - AI Peppers               | 3-1 | 21-25, 25-20, 25-19, 27-25        |
| 02-11       | Red Sparks - Korea Expressway        | 0-3 | 21-25, 22-25, 20-25               |
| 03-11       | GS Caltex Seoul - Hyundai Hillstate  | 3-0 | 25-16, 25-20, 25-14               |
| 04-11       | Pink Spiders - IBK Altos             | 3-1 | 26-24, 15-25, 25-19, 28-26        |
| 05-11       | AI Peppers - Red Sparks              | 0-3 | 25-27, 17-25, 16-25               |
| 07-11       | GS Caltex Seoul - Korea Expressway   | 3-2 | 16-25, 17-25, 25-17, 25-21, 15-11 |

| Secondo round |                                      |     |                                   |
|               |                                      |     |                                   |
| 08-11         | IBK Altos - Pink Spiders             | 1-3 | 25-23, 25-27, 20-25, 23-25        |
| 09-11         | Hyundai Hillstate - Red Sparks       | 3-1 | 28-26, 24-26, 25-21, 25-16        |
| 10-11         | GS Caltex Seoul - AI Peppers         | 2-3 | 25-17, 24-26, 26-24, 21-25, 10-15 |
| 11-11         | IBK Altos - Korea Expressway         | 3-0 | 25-20, 25-14, 25-15               |
| 12-11         | Pink Spiders - Hyundai Hillstate     | 3-2 | 25-23, 19-25, 19-25, 25-22, 15-9  |
| 14-11         | GS Caltex Seoul - Red Sparks         | 3-0 | 27-25, 25-19, 25-15               |
| 15-11         | Korea Expressway - AI Peppers        | 3-1 | 25-23, 25-22, 18-25, 26-24        |
| 16-11         | Hyundai Hillstate - IBK Altos        | 3-0 | 25-19, 25-13, 25-22               |
| 17-11         | Pink Spiders - GS Caltex Seoul       | 3-0 | 25-23, 25-22, 25-18               |
| 18-11         | Korea Expressway - Red Sparks        | 3-2 | 23-25, 25-18, 25-17, 20-25, 15-13 |
| 19-11         | AI Peppers - IBK Altos               | 1-3 | 18-25, 25-20, 22-25, 19-25        |
| 21-11         | Red Sparks - Pink Spiders            | 2-3 | 25-23, 17-25, 25-21, 19-25, 9-15  |
| 22-11         | GS Caltex Seoul - Korea Expressway   | 3-2 | 25-19, 25-23, 23-25, 23-25, 15-10 |
| 23-11         | AI Peppers - Hyundai Hillstate       | 0-3 | 22-25, 18-25, 21-25               |
| 24-11         | IBK Altos - Red Sparks               | 3-1 | 25-19, 28-26, 23-25, 25-22        |
| 25-11         | Pink Spiders - Korea Expressway      | 3-0 | 27-25, 25-20, 25-19               |
| 26-11         | Hyundai Hillstate - GS Caltex Seoul  | 3-1 | 25-21, 25-15, 20-25, 25-19        |
| 28-11         | Red Sparks - AI Peppers              | 3-1 | 21-25, 25-23, 25-16, 25-18        |
| 29-11         | GS Caltex Seoul - IBK Altos          | 3-1 | 19-25, 25-19, 25-22, 25-20        |
| 30-11         | Korea Expressway - Hyundai Hillstate | 1-3 | 25-23, 20-25, 22-25, 21-25        |
| 01-12         | AI Peppers - Pink Spiders            | 2-3 | 10-25, 25-20, 22-25, 25-22, 15-17 |

| Terzo round |                                      |     |                                   |
|             |                                      |     |                                   |
| 02-12       | Red Sparks - IBK Altos               | 2-3 | 25-14, 25-17, 19-25, 18-25, 11-15 |
| 03-12       | GS Caltex Seoul - Hyundai Hillstate  | 0-3 | 23-25, 17-25, 19-25               |
| 05-12       | Pink Spiders - AI Peppers            | 3-0 | 25-16, 25-22, 25-17               |
| 06-12       | IBK Altos - GS Caltex Seoul          | 3-1 | 26-24, 26-28, 25-21, 25-20        |
| 07-12       | Hyundai Hillstate - Korea Expressway | 3-1 | 25-19, 17-25, 25-17, 25-16        |
| 08-12       | AI Peppers - Red Sparks              | 1-3 | 23-25, 25-22, 16-25, 19-25        |
| 09-12       | Pink Spiders - GS Caltex Seoul       | 1-3 | 20-25, 25-16, 25-27, 19-25        |
| 10-12       | Korea Expressway - IBK Altos         | 0-3 | 19-25, 13-25, 19-25               |
| 12-12       | Hyundai Hillstate - AI Peppers       | 3-0 | 25-17, 25-23, 28-26               |
| 13-12       | Red Sparks - Korea Expressway        | 3-0 | 27-25, 25-21, 25-18               |
| 14-12       | Pink Spiders - IBK Altos             | 3-2 | 26-24, 22-25, 25-18, 23-25, 18-16 |
| 15-12       | AI Peppers - GS Caltex Seoul         | 0-3 | 23-25, 23-25, 15-25               |
| 16-12       | Red Sparks - Hyundai Hillstate       | 2-3 | 25-17, 25-20, 27-29, 21-25, 11-15 |
| 17-12       | Korea Expressway - Pink Spiders      | 3-2 | 25-23, 21-25, 25-22, 19-25, 15-11 |
| 19-12       | IBK Altos - AI Peppers               | 3-0 | 25-21, 25-23, 25-19               |
| 20-12       | Pink Spiders - Hyundai Hillstate     | 1-3 | 25-23, 23-25, 16-25, 20-25        |
| 21-12       | Red Sparks - GS Caltex Seoul         | 1-3 | 19-25, 25-22, 23-25, 17-25        |
| 22-12       | AI Peppers - Korea Expressway        | 2-3 | 17-25, 25-20, 21-25, 25-20, 17-19 |
| 23-12       | IBK Altos - Hyundai Hillstate        | 3-2 | 25-17, 25-16, 20-25, 23-25, 15-5  |
| 24-12       | Pink Spiders - Red Sparks            | 3-1 | 25-17, 25-20, 13-25, 25-21        |
| 25-12       | Korea Expressway - GS Caltex Seoul   | 0-3 | 17-25, 18-25, 17-25, ,            |

| Quarto round |                                      |     |                                   |
|              |                                      |     |                                   |
| 27-12        | IBK Altos - Hyundai Hillstate        | 1-3 | 25-22, 20-25, 24-26, 17-25        |
| 28-12        | Red Sparks - Pink Spiders            | 0-3 | 23-25, 22-25, 17-25               |
| 29-12        | Korea Expressway - GS Caltex Seoul   | 3-1 | 25-23, 25-23, 22-25, 25-21        |
| 30-12        | AI Peppers - IBK Altos               | 0-3 | 25-27, 16-25, 12-25               |
| 31-12        | Pink Spiders - Hyundai Hillstate     | 0-3 | 20-25, 20-25, 19-25               |
| 01-01        | Korea Expressway - Red Sparks        | 1-3 | 22-25, 25-20, 20-25, 23-25        |
| 02-01        | GS Caltex Seoul - AI Peppers         | 3-0 | 25-11, 25-17, 25-21               |
| 04-01        | IBK Altos - Pink Spiders             | 2-3 | 13-25, 25-12, 22-25, 25-20, 15-17 |
| 05-01        | Korea Expressway - Hyundai Hillstate | 0-3 | 17-25, 18-25, 12-25               |
| 06-01        | Red Sparks - GS Caltex Seoul         | 3-0 | 25-22, 25-21, 25-23               |
| 07-01        | AI Peppers - Pink Spiders            | 1-3 | 25-23, 25-27, 16-25, 22-25        |
| 09-01        | IBK Altos - Korea Expressway         | 1-3 | 26-24, 17-25, 14-25, 17-25        |
| 10-01        | Hyundai Hillstate - GS Caltex Seoul  | 3-2 | 30-28, 21-25, 25-16, 17-25, 19-17 |
| 11-01        | Red Sparks - AI Peppers              | 3-1 | 25-21, 21-25, 25-16, 25-13        |
| 12-01        | Pink Spiders - Korea Expressway      | 3-1 | 25-27, 25-23, 25-13, 25-21        |
| 13-01        | GS Caltex Seoul - IBK Altos          | 3-2 | 14-25, 25-22, 17-25, 25-23, 15-10 |
| 14-01        | Hyundai Hillstate - Red Sparks       | 3-0 | 25-21, 25-21, 25-17               |
| 16-01        | Korea Expressway - AI Peppers        | 3-0 | 25-22, 25-16, 25-21               |
| 17-01        | GS Caltex Seoul - Pink Spiders       | 3-1 | 26-28, 25-21, 27-25, 25-21        |
| 18-01        | IBK Altos - Red Sparks               | 0-3 | 17-25, 25-27, 21-25               |
| 19-01        | AI Peppers - Hyundai Hillstate       | 1-3 | 9-25, 31-29, 26-28, 19-25,        |

| Quinto round |                                      |     |                                   |
|              |                                      |     |                                   |
| 30-01        | Korea Expressway - Pink Spiders      | 0-3 | 22-25, 26-28, 19-25               |
| 31-01        | Hyundai Hillstate - AI Peppers       | 3-1 | 25-20, 25-22, 22-25, 25-17        |
| 01-02        | Red Sparks - IBK Altos               | 3-1 | 30-28, 25-17, 23-25, 25-18        |
| 02-02        | GS Caltex Seoul - Pink Spiders       | 0-3 | 20-25, 19-25, 24-26               |
| 03-02        | AI Peppers - Korea Expressway        | 1-3 | 24-26, 19-25, 25-17, 17-25        |
| 04-02        | Red Sparks - Hyundai Hillstate       | 3-2 | 25-23, 22-25, 25-22, 20-25, 15-10 |
| 06-02        | AI Peppers - GS Caltex Seoul         | 2-3 | 25-21, 25-21, 20-25, 22-25, 7-15  |
| 07-02        | Korea Expressway - IBK Altos         | 0-3 | 20-25, 24-26, 18-25               |
| 08-02        | Pink Spiders - Red Sparks            | 3-1 | 25-21, 19-25, 25-23, 25-19        |
| 09-02        | GS Caltex Seoul - Hyundai Hillstate  | 1-3 | 25-23, 19-25, 11-25, 14-25        |
| 10-02        | IBK Altos - AI Peppers               | 3-0 | 25-14, 25-12, 25-19               |
| 11-02        | Red Sparks - Korea Expressway        | 3-1 | 25-23, 25-23, 20-25, 25-21        |
| 12-02        | Hyundai Hillstate - Pink Spiders     | 0-3 | 14-25, 18-25, 20-25               |
| 14-02        | Korea Expressway - GS Caltex Seoul   | 3-1 | 25-16, 20-25, 25-18, 25-22        |
| 15-02        | Pink Spiders - IBK Altos             | 3-2 | 25-18, 26-24, 23-25, 24-26, 15-12 |
| 16-02        | AI Peppers - Red Sparks              | 1-3 | 13-25, 25-18, 19-25, 15-25        |
| 17-02        | Hyundai Hillstate - Korea Expressway | 3-2 | 19-25, 25-22, 22-25, 25-19, 16-14 |
| 18-02        | IBK Altos - GS Caltex Seoul          | 3-0 | 25-21, 25-21, 25-21               |
| 20-02        | Pink Spiders - AI Peppers            | 3-1 | 25-14, 22-25, 25-16, 25-15        |
| 21-02        | GS Caltex Seoul - Red Sparks         | 0-3 | 21-25, 23-25, 23-25               |
| 22-02        | Hyundai Hillstate - IBK Altos        | 3-2 | 21-25, 25-22, 19-25, 25-16, 15-8  |

| Sesto round |                                      |     |                                   |
|             |                                      |     |                                   |
| 23-02       | Korea Expressway - AI Peppers        | 2-3 | 25-23, 26-24, 22-25, 25-27, 9-15  |
| 24-02       | Red Sparks - Pink Spiders            | 3-1 | 25-23, 25-22, 25-27, 25-23        |
| 25-02       | GS Caltex Seoul - IBK Altos          | 3-0 | 25-23, 25-19, 25-22               |
| 27-02       | Korea Expressway - Red Sparks        | 1-3 | 19-25, 16-25, 25-22, 22-25        |
| 28-02       | Hyundai Hillstate - GS Caltex Seoul  | 3-0 | 25-19, 25-21, 25-23               |
| 29-02       | AI Peppers - IBK Altos               | 2-3 | 25-15, 14-25, 25-22, 23-25, 7-15  |
| 01-03       | Pink Spiders - Korea Expressway      | 3-1 | 25-14, 25-20, 21-25, 25-17        |
| 02-03       | Hyundai Hillstate - Red Sparks       | 2-3 | 25-23, 15-25, 25-16, 19-25, 10-15 |
| 03-03       | GS Caltex Seoul - AI Peppers         | 3-0 | 25-22, 25-22, 25-12               |
| 05-03       | IBK Altos - Pink Spiders             | 1-3 | 20-25, 31-29, 19-25, 17-25        |
| 06-03       | Korea Expressway - Hyundai Hillstate | 3-2 | 25-13, 17-25, 18-25, 25-11, 15-10 |
| 07-03       | Red Sparks - GS Caltex Seoul         | 3-0 | 25-13, 25-21, 25-19               |
| 08-03       | AI Peppers - Pink Spiders            | 3-1 | 18-25, 25-22, 25-23, 25-14        |
| 09-03       | Hyundai Hillstate - IBK Altos        | 3-0 | 25-19, 25-22, 25-20               |
| 10-03       | GS Caltex Seoul - Korea Expressway   | 0-3 | 23-25, 19-25, 23-25               |
| 12-03       | Hyundai Hillstate - Pink Spiders     | 0-3 | 22-25, 25-27, 20-25               |
| 13-03       | Red Sparks - AI Peppers              | 1-3 | 17-25, 21-25, 25-14, 19-25        |
| 14-03       | IBK Altos - Korea Expressway         | 3-2 | 21-25, 22-25, 25-22, 25-21, 15-13 |
| 15-03       | Pink Spiders - GS Caltex Seoul       | 3-0 | 25-17, 25-16, 25-18               |
| 16-03       | AI Peppers - Hyundai Hillstate       | 1-3 | 25-23, 15-25, 24-26, 19-25        |
| 17-03       | IBK Altos - Red Sparks               | 3-0 | 25-12, 25-23, 25-23               |

#### Classifica
| Pos. | Squadra           | Pt | G  | V  | P  | SV | SP  | Ratio | PF    | PS    | Ratio |
| ---- | ----------------- | -- | -- | -- | -- | -- | --- | ----- | ----- | ----- | ----- |
| 1    | Hyundai Hillstate | 80 | 36 | 26 | 10 | 90 | 51  | 1,765 | 3 173 | 2 945 | 1,077 |
| 2    | Pink Spiders      | 79 | 36 | 28 | 8  | 93 | 47  | 1,979 | 3 245 | 2 981 | 1,089 |
| 3    | Red Sparks        | 61 | 36 | 20 | 16 | 74 | 63  | 1,175 | 3 083 | 2 981 | 1,034 |
| 4    | GS Caltex Seoul   | 51 | 36 | 18 | 18 | 63 | 69  | 0,913 | 2 914 | 2 933 | 0,994 |
| 5    | IBK Altos         | 51 | 36 | 17 | 19 | 70 | 71  | 0,986 | 3 114 | 3 073 | 1,013 |
| 6    | Korea Expressway  | 39 | 36 | 12 | 24 | 58 | 85  | 0,682 | 3 034 | 3 206 | 0,946 |
| 7    | AI Peppers        | 17 | 36 | 5  | 31 | 39 | 101 | 0,386 | 2 840 | 3 284 | 0,865 |

      Qualificata alla finale play-off scudetto.
      Qualificata alle semifinali play-off scudetto.

### Play-off scudetto
|  | Semifinali | Semifinali   | Semifinali | Semifinali   | Semifinali |   |   | Finale | Finale            | Finale | Finale | Finale | Finale | Finale |  |
|  |            |              |            |              |            |   |   |        |                   |        |        |        |        |        |  |
|  |            |              |            |              |            |   |   | 1      | Hyundai Hillstate | 3      | 3      | 3      |        |        |  |
|  |            |              |            |              |            |   |   | 1      | Hyundai Hillstate | 3      | 3      | 3      |        |        |  |
|  |            |              | 2          | Pink Spiders | 2          | 2 | 2 |        |                   |        |        |        |        |        |  |
|  | 2          | Pink Spiders | 2          | Pink Spiders | 2          | 2 | 2 | 3      | 1                 | 3      |        |        |        |        |  |
|  | 2          | Pink Spiders |            |              |            |   |   |        |                   |        |        |        |        |        |  |
|  | 3          | Red Sparks   | 1          | 3            | 0          |   |   |        |                   |        |        |        |        |        |  |

#### Semifinale
| Gara 1 |                           |     |                            |
|        |                           |     |                            |
| 22-03  | Pink Spiders - Red Sparks | 3-1 | 22-25, 25-13, 25-23, 25-23 |

| Gara 2 |                           |     |                            |
|        |                           |     |                            |
| 24-03  | Red Sparks - Pink Spiders | 3-1 | 25-19, 25-23, 20-25, 25-15 |

| \| Gara 3 \| \| \| \| \| \| \| \| \| \| 26-03 \| Pink Spiders - Red Sparks \| 3-0 \| 25-18, 25-19, 25-19 \| |                           |     |                     |
| Gara 3 |                           |     |                     |
| |                           |     |                     |
| 26-03 | Pink Spiders - Red Sparks | 3-0 | 25-18, 25-19, 25-19 |

#### Finale
| Gara 1 |                                  |     |                                   |
|        |                                  |     |                                   |
| 28-03  | Hyundai Hillstate - Pink Spiders | 3-2 | 18-25, 14-25, 25-20, 25-20, 16-14 |

| Gara 2 |                                  |     |                                   |
|        |                                  |     |                                   |
| 30-03  | Hyundai Hillstate - Pink Spiders | 3-2 | 23-25, 25-21, 21-25, 25-17, 15-13 |

| \| Gara 3 \| \| \| \| \| \| \| \| \| \| 01-04 \| Pink Spiders - Hyundai Hillstate \| 2-3 \| 25-22, 17-25, 25-23, 23-25, 7-15 \| |                                  |     |                                  |
| Gara 3 |                                  |     |                                  |
| |                                  |     |                                  |
| 01-04 | Pink Spiders - Hyundai Hillstate | 2-3 | 25-22, 17-25, 25-23, 23-25, 7-15 |

## Premi individuali
| Premio                    | Giocatrice            | Squadra           |
| ------------------------- | --------------------- | ----------------- |
| MVP della Regular season  | Kim Yeon-koung        | Pink Spiders      |
| MVP delle finali play-off | Laetitia Moma Bassoko | Hyundai Hillstate |
| MVP dell'All-Star Game    | Kim Yeon-koung        | Pink Spiders      |
| MVP 1º round              | Megawati Pertiwi      | Red Sparks        |
| MVP 2º round              | Kim Yeon-koung        | Pink Spiders      |
| MVP 3º round              | Brittany Abercrombie  | IBK Altos         |
| MVP 4º round              | Kim Da-in             | Hyundai Hillstate |
| MVP 5º round              | Kim Yeon-koung        | Pink Spiders      |
| MVP 6º round              | Laetitia Moma Bassoko | Hyundai Hillstate |
| Miglior allenatore        | Kang Sung-hyung       | Hyundai Hillstate |
| Miglior esordiente        | Kim Se-been           | Korea Expressway  |
| Miglior palleggiatrice    | Kim Da-in             | Hyundai Hillstate |
| Miglior opposto           | Gyselle Silva         | GS Caltex Seoul   |
| Miglior schiacciatrice    | Kim Yeon-koung        | Pink Spiders      |
| Miglior schiacciatrice    | Giovanna Milana       | Red Sparks        |
| Miglior centrale          | Yang Hyo-jin          | Hyundai Hillstate |
| Miglior centrale          | Choi Jeong-min        | IBK Altos         |
| Miglior libero            | Yim Myung-ok          | Korea Expressway  |

## Classifica finale
| Pos                      | Squadra           |
| ------------------------ | ----------------- |
| Corea del Sud (bandiera) | Hyundai Hillstate |
| 2                        | Pink Spiders      |
| 3                        | Red Sparks        |
| 4                        | GS Caltex Seoul   |
| 5                        | IBK Altos         |
| 6                        | Korea Expressway  |
| 7                        | AI Peppers        |

## Statistiche
| Rendimento individuale | Rendimento individuale | Rendimento individuale | Rendimento individuale |
| Pos.                   | Nome                   | Punti                  | Squadra                |
| ---------------------- | ---------------------- | ---------------------- | ---------------------- |
| 1                      | Gyselle Silva          | 1 005                  | GS Caltex Seoul        |
| 2                      | Laetitia Moma Bassoko  | 995                    | Hyundai Hillstate      |
| 3                      | Brittany Abercrombie   | 942                    | IBK Altos              |
| 4                      | Vanja Bukilić          | 935                    | Korea Expressway       |
| 5                      | Kim Yeon-koung         | 915                    | Pink Spiders           |
| 6                      | Yaasmeen Bedart-Ghani  | 827                    | AI Peppers             |
| 7                      | Megawati Pertiwi       | 797                    | Red Sparks             |
| 8                      | Giovanna Milana        | 763                    | Red Sparks             |
| 9                      | Yang Hyo-jin           | 599                    | Hyundai Hillstate      |
| 10                     | Jelena Mladjenović     | 501                    | Pink Spiders           |

| Attacchi vincenti | Attacchi vincenti     | Attacchi vincenti | Attacchi vincenti |
| Pos.              | Nome                  | Punti             | Squadra           |
| ----------------- | --------------------- | ----------------- | ----------------- |
| 1                 | Gyselle Silva         | 913               | GS Caltex Seoul   |
| 2                 | Laetitia Moma Bassoko | 905               | Hyundai Hillstate |
| 3                 | Vanja Bukilić         | 865               | Korea Expressway  |
| 4                 | Brittany Abercrombie  | 847               | IBK Altos         |
| 5                 | Kim Yeon-koung        | 820               | Pink Spiders      |
| 6                 | Yaasmeen Bedart-Ghani | 746               | AI Peppers        |
| 7                 | Giovanna Milana       | 716               | Red Sparks        |
| 8                 | Megawati Pertiwi      | 705               | Red Sparks        |
| 9                 | Yang Hyo-jin          | 464               | Hyundai Hillstate |
| 10                | Jelena Mladjenović    | 457               | Pink Spiders      |

| Muri vincenti | Muri vincenti     | Muri vincenti | Muri vincenti     |
| Pos.          | Nome              | Punti         | Squadra           |
| ------------- | ----------------- | ------------- | ----------------- |
| 1             | Yang Hyo-jin      | 122           | Hyundai Hillstate |
| 2             | Choi Jeong-min    | 115           | IBK Altos         |
| 3             | Lee Joo-ah        | 87            | Pink Spiders      |
| 4             | Jung Ho-young     | 86            | Red Sparks        |
| 5             | Lee Da-hyeon      | 84            | Hyundai Hillstate |
| 6             | Kim Se-been       | 81            | Korea Expressway  |
| 7             | Park Eun-jin      | 75            | Red Sparks        |
| 8             | Bae Yoo-na        | 70            | Korea Expressway  |
| 9             | Kim Su-ji         | 69            | Pink Spiders      |
| 10            | Mar-Jana Phillips | 67            | AI Peppers        |

| Battute vincenti | Battute vincenti      | Battute vincenti | Battute vincenti  |
| Pos.             | Nome                  | Punti            | Squadra           |
| ---------------- | --------------------- | ---------------- | ----------------- |
| 1                | Gyselle Silva         | 47               | GS Caltex Seoul   |
| 2                | Kim Yeon-koung        | 36               | Pink Spiders      |
| 2                | Megawati Pertiwi      | 36               | Red Sparks        |
| 4                | Kim Da-in             | 33               | Hyundai Hillstate |
| 5                | Brittany Abercrombie  | 32               | IBK Altos         |
| 6                | Laetitia Moma Bassoko | 30               | Hyundai Hillstate |
| 7                | Kim Su-ji             | 28               | Pink Spiders      |
| 7                | Hwang Min-kyoung      | 28               | IBK Altos         |
| 9                | Bae Yoo-na            | 27               | Korea Expressway  |
| 10               | Vanja Bukilić         | 26               | Korea Expressway  |
| 10               | Giovanna Milana       | 26               | Red Sparks        |